# جئا
این یک نام کره‌ای است؛ نام خانوادگی کیم است.
کیم هیو-جین (کره‌ای: 김효진؛ زادهٔ ۱۸ سپتامبر ۱۹۸۱)، که به‌طور حرفه‌ای با نام هنری جئا (کره‌ای: 제아؛ انگلیسی: JeA) شناخته می‌شود، خواننده و ترانه‌سرای اهل کره جنوبی است. او بیشتر به عنوان لیدر گروه دخترانهٔ کره‌ای براون آید گرلز شناخته می‌شود. جئا به عنوان سولو آرتیست چندین آهنگ برای موسیقی‌های متن منتشر کرده‌است.